# Dreifarben-Honigfresser
Der Dreifarben-Honigfresser (Myzomela vulnerata) ist eine Vogelart aus der Familie der Honigfresser (Meliphagidae). Die Art ist ein Endemit der Kleinen Sundainsel Timor.

## Beschreibung
Die Art ist sehr kontrastreich gefärbt. Bei Männchen sind die Mitte von Ober- und Hinterkopf, die obere Kehle sowie Bürzel und Oberschwanzdecken blutrot. Die gesamte übrige Oberseite einschließlich Oberflügel und Schwanz sowie Stirn, Kopfseiten und Hals sind rauchig bräunlich schwarz. Die Unterseite des Rumpfes, die Unterflügeldecken, der Flügelbug sowie die Säume der Innenfahnen der Schwingen sind weiß. Der Schnabel ist schwarz, Beine und Zehen sind bleigrau. Die Iris ist rotbraun bis rot.
Der Dreifarben-Honigfresser zeigt einen schwachen Geschlechtsdimorphismus. Weibchen sind ähnlich wie die Männchen gefärbt, aber weniger kräftig und im Mittel wohl etwas kleiner.

## Verbreitung  und Lebensraum
Der Dreifarben-Honigfresser ist ein Endemit der Insel Timor. Sein Bestand ist nicht gefährdet. Der Vogel lebt in Tropenwald, Feuchtgebieten, Plantagen und den Dörfern bis auf eine Höhe von 1200 m.